# Freihausen
Freihausen ist ein Ortsteil von Seubersdorf in der Oberpfalz, einer Gemeinde im Landkreis Neumarkt im Oberpfälzer Jura in der Oberpfalz. Der Ort hatte im Dezember 2024 204 Einwohner.

## Geografische Lage
Das Kirchdorf liegt etwa 13 km südöstlich von Neumarkt i.d.OPf und liegt auf einem zur mittleren Frankenalb gehörenden Höhenrücken. Die Wissinger Laber beginnt ihren Grabenlauf am Westrand von Freihausen.
| Thann        | Körndlhof   | Schnufenhofen |
| Neuhaus      | Kompass     |               |
| Hermannsberg | Waldkirchen | Ittelhofen    |

## Klima
Durch seine Lage in Mitteleuropa befindet sich Freihausen in der kühlgemäßigten Klimazone. Dabei liegt das Dorf im Übergangsbereich zwischen dem feuchten atlantischen und dem trockenen Kontinentalklima.
|                       | Jan | Feb | Mär | Apr | Mai | Jun | Jul | Aug | Sep | Okt | Nov | Dez |   |      |
| Mittl. Tagesmax. (°C) | 1   | 3   | 8   | 13  | 18  | 21  | 23  | 22  | 18  | 13  | 6   | 2   | ⌀ | 12,4 |
| Mittl. Tagesmin. (°C) | −5  | −4  | −1  | 2   | 7   | 10  | 12  | 11  | 8   | 4   | 0   | −3  | ⌀ | 3,5  |
|                       |     |     |     |     |     |     |     |     |     |     |     |     |   |      |
| Niederschlag (mm)     | 51  | 43  | 48  | 50  | 71  | 89  | 86  | 82  | 58  | 50  | 51  | 56  | Σ | 735  |

| −5 |

| −4 |

| −1 |

| 2 |

| 7 |

| 10 |

| 12 |

| 11 |

| 8 |

| 4 |

| 0 |

| −3 |

| −5 |

| −4 |

| −1 |

| 2 |

| 7 |

| 10 |

| 12 |

| 11 |

| 8 |

| 4 |

| 0 |

| −3 |

| N i e d e r s c h l a g | 51  | 43  | 48  | 50  | 71  | 89  | 86  | 82  | 58  | 50  | 51  | 56  |
|                         | Jan | Feb | Mär | Apr | Mai | Jun | Jul | Aug | Sep | Okt | Nov | Dez |

## Namensherkunft
1326 wird der Name Hausen erstmals in Bezug zu diesem Ort verwendet. Der zusammengesetzte Name erscheint das erste Mal in Meister Eberhard von Freynhaws. Doch bis 1561 findet sich abwechselnd der Name Hausen, Freinhawsen oder Freyenhausen.
Hausen ist die Mehrzahl zu althochdeutsch hūs „Haus“ (Gruppe von (Wohn-)Gebäuden). Der Name Hausen wurde vermutlich zur Unterscheidung von gleichen Ortsnamen im 14. Jahrhundert durch den Personennamen Frei spezifiziert. Eine Deutung „zu den freien Häusern“ kann ausgeschlossen werden.

## Geschichte

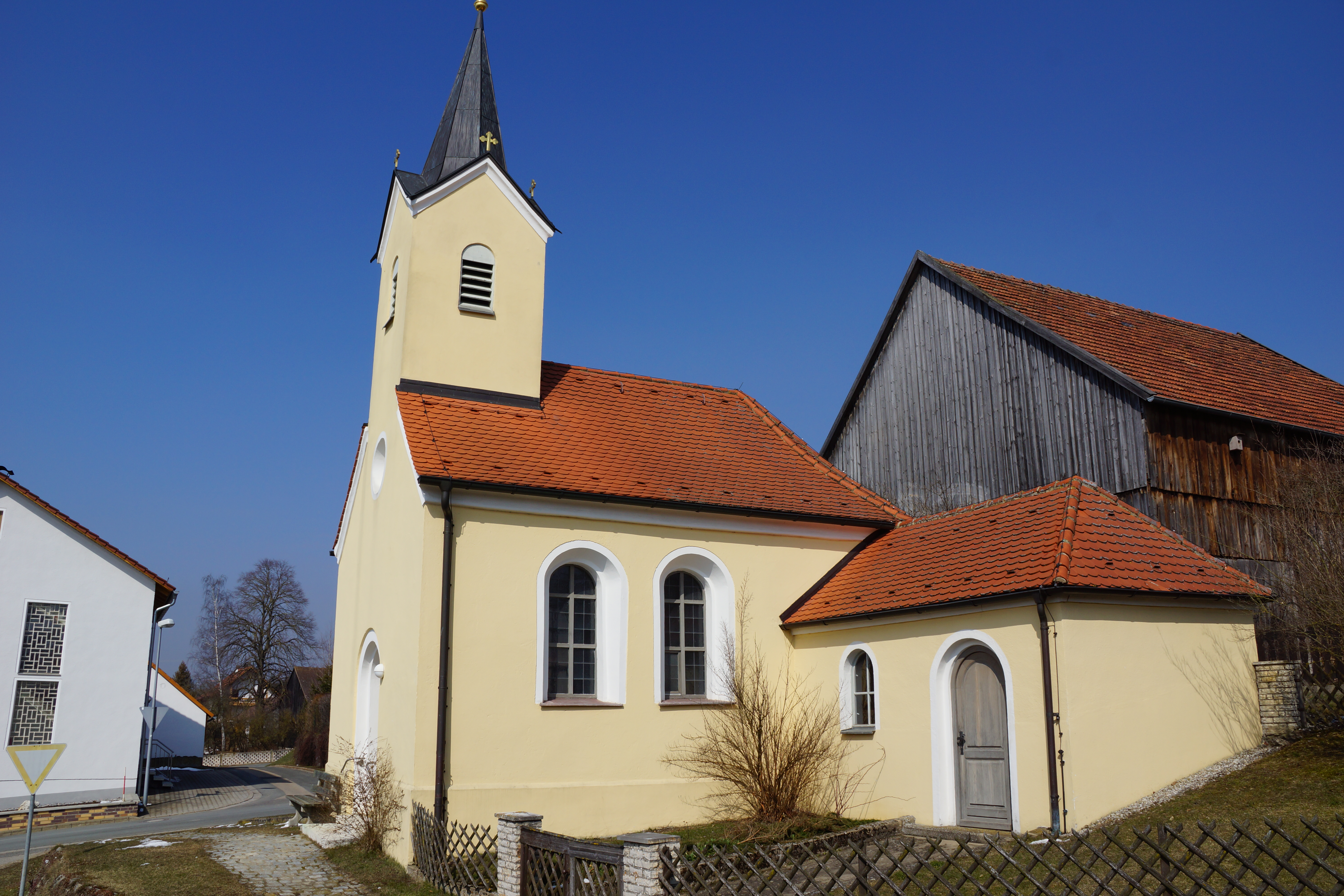
Kirche „Zu unserer lieben Frau“ in Freihausen

Die erstmalige Erwähnung des Ortes Freihausen erfolgte bereits im 12. Jahrhundert. Damals gehörten sechs Höfe mit Grundbesitz dem Adelsgeschlecht von Thannbrunn. Später erhielten die Adeligen von Heideck Rechte über die Güter zu Freihausen. Auch das Kloster der Tempelherren soll Rechte in Freihausen gehabt haben. Wie aus einer Beschreibung aus dem Jahre 1326 ersichtlich, gehörte Freihausen damals zum Amt Holnstein. In dieser Zeit hatte ein gewisser „Jeuhel von Hausen“ seinen Stammsitz in Freihausen, den er dann dem Neumarkter Heilig Geist Kloster vermachte. Rechte und Grund zu Freihausen hatten damals auch das Kloster Plankstetten, die Hofkirche in Neumarkt, die Stiftung „Das Reiche Almosen“ zu Neumarkt und Friedrich Ittelhofer. Die Ittelhofer verkauften später einen Großteil ihres Besitzes an den Kurfürsten Friedrich IV. Im Jahre 1842 wird eine größere Kapelle durch die Gemeinde Freihausen erbaut, für die auch einige Messen genehmigt werden. Freihausen gehörte schon immer zur Pfarrei Waldkirchen.
Ab der Mitte des 19. Jahrhunderts stiegen die Einwohnerzahlen des Dorfes an. Im Jahr 1926 wurde Freihausen elektrifiziert und zwei Jahre später folgten die ersten Wasserleitungsbauten.
Bis 1976 bildete Freihausen zusammen mit dem Nachbarort Ittelhofen eine Einheitsgemeinde. Seit der Gebietsreform in Bayern gehört der Ort zu Seubersdorf.
Im September 2016 wurde das Sportheim in Freihausen zur Kulisse für den Kurzfilm Different Bayern.

## Heute

### Dorferneuerung
Das Dorf war von 2017 bis 2020 Investitions- und Maßnahmenschwerpunkt der Dorferneuerung.

### Regelmäßige Veranstaltungen
- Anfang Januar: Christbaumversteigerung
- Ende Juni/Anfang Juli: Kirchweih in den Gaststätten und im Dorf mit traditionellem Kirchweihbaumaufstellen und Verlosung am Kirchweihmontag durch die Dorfjugend
- September: Weinfest

## Vereine
- Burschenverein Freihausen

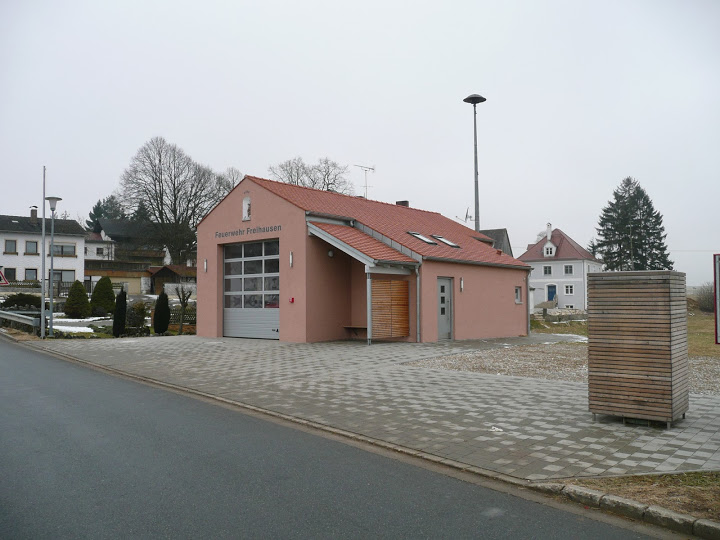
Feuerwehrhaus Freihausen

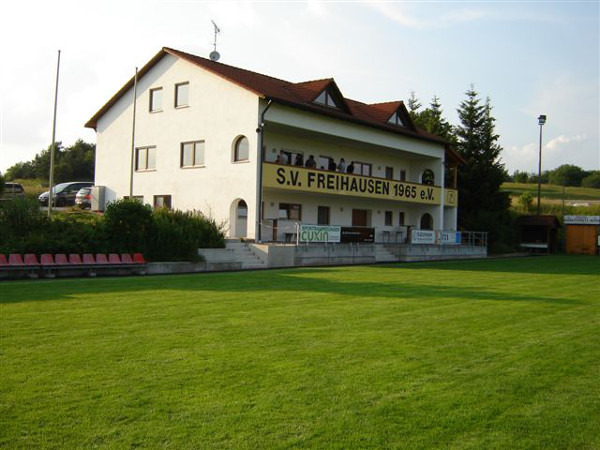
Sportheim SV Freihausen

- Die Zsamgwürfelten - Theatergruppe
- CSU Ortsverband Ittelhofen-Freihausen
- Freiwillige Feuerwehr Freihausen
- KLJB (Katholische Landjugend-Bewegung) Waldkirchen-Freihausen
- Schnupferclub Freihausen
- Stockschützen Freihausen
- Sportverein Freihausen 1965 e. V.[7]

## Wirtschaft und Infrastruktur

### Wirtschaft
- In Freihausen sind u. a. eine Zimmerei, ein Elektriker, ein Bauwesen- und ein Bauelementeunternehmen beheimatet.
- Zudem bietet das Dorf ein Wirtshaus und die Sportheimgaststätte.

### Verkehr
Auto

Freihausen liegt an den Kreisstraßen NM 2 und NM 22 und der Staatsstraße St 2251, die in nordwestlicher Richtung in Seubersdorf in die Staatsstraße St 2660 und in südöstlicher Richtung nach ca. 15 km bei Berching in die Bundesstraße 299 mündet. Die nächsten Anschlüsse an die BAB 3 sind Lengenfeld, Parsberg, Neumarkt und Neumarkt Ost. Zur BAB 9 ist es der Anschluss Allersberg in 25 km Entfernung.
ÖPNV

Aktuell besteht die VGN Buslinie 587 über Deining nach Neumarkt. An der Endstation besteht Anschluss an die S-Bahn-Linie 1 nach Nürnberg.
Die nächstgelegenen Bahnhöfe sind in Seubersdorf und Batzhausen an der Bahnstrecke Nürnberg–Regensburg.